# アレルギー週間
アレルギー週間（アレルギーしゅうかん）とは、アレルギー疾患に対しての的確な情報を国民に提供するための活動を推進する週間。
1995年（平成7年）に財団法人日本アレルギー協会により2月17日から2月23日までをアレルギー週間とすることが定められた。これは、アレルギーの日である2月20日を中心とする1週間である。この期間を中心として、日本アレルギー協会によって各地で患者・医療従事者向けにアレルギーに関する啓発活動が行われている。